# Jeffrey Wipprecht
Jeffrey Wipprecht (* 1. Februar 1980 in Berlin) ist ein deutscher Synchronsprecher, Werbesprecher, Dialogbuchautor und Dialogregisseur.

## Leben
Jeffrey Wipprecht begann 1995 im Alter von 15 Jahren mit ersten Synchronarbeiten. 1999 moderierte er gemeinsam mit Bork Melms das Kulturmagazin Skoda Kultur Check auf dem Berliner Regionalsender FAB. Von 2001 bis 2006 war er als Nachrichtensprecher bei verschiedenen Radiosendern tätig, unter anderem beim FAZ Businessradio in Berlin und dem Mitteldeutschen Rundfunk in Halle (Saale). Seit 2005 ist er regelmäßig als Sprecher in Radio- und TV-Werbespots zu hören.
2006 produzierte er gemeinsam mit Mark Schubert, Steffen Brenner und Jacob Kalus die weltweit erste Hörspielnovela als Podcast unter dem Titel Liebe im ersten Semester. Im November 2008 reiste er mit Schauspieler Dominic Boeer im Wohnmobil durch den Westen der USA, um für die ZDF-Dokumentation Road to Election Stimmen und Stimmungen kurz vor der US-Präsidentschaftswahl einzufangen.
Ein Schwerpunkt seiner Arbeit liegt seit 2011 im Bereich des Stimm- und Sprechtrainings. In Zusammenarbeit mit der Firma Apps2Go und dem Synchronsprecher Dietmar Wunder veröffentlichte er die erste Version der Mobile App Besser Sprechen, mit der Nutzerinnen und Nutzer ihre Aussprache gezielt verbessern können.
Im Jahr 2025 gründete Wipprecht gemeinsam mit seinem Kollegen, dem Synchronsprecher und Entwickler Vincent Borko, die Speakz Media GmbH, mit dem Ziel, Besser Sprechen technisch und inhaltlich vollständig zu überarbeiten. Die App wurde grundlegend neu konzipiert und um zahlreiche Funktionen erweitert, darunter ein interaktiver Stimmcheck, sowie sogenannte Coach+-Pakete mit individuellem Feedback durch professionelle Sprecherinnen und Sprecher. Die Anwendung richtet sich an Menschen aus sprechintensiven Berufen ebenso wie an eine allgemeinsprachlich interessierte Zielgruppe.
Seit 2013 ist Wipprecht außerdem als Hörspielproduzent aktiv – unter anderem mit dem Kinder-Hörspielmusical Minas Abenteuer, das in Zusammenarbeit mit Christian Zeiger entstand und vom Verlag DAV (Der Audio Verlag) vertrieben wird. Seit 2015 schreibt er Dialogbücher für die Synchronbranche und führt Regie bei der deutschen Fassung zahlreicher Serien- und Filmproduktionen.
Wipprecht lebt und arbeitet in Berlin.

## Filmografie (Sprecherrollen)
Filme
- 2008: Jason Ritter (als Lionel Travitz) in The Deal – Eine Hand wäscht die andere
- 2011: Matt O’Leary (als Moser) in In Time – Deine Zeit läuft ab
- 2013: David Paetkau (als Northcom Threat Analyst) in Man of Steel
- 2013: Dave Franco (als Jack) in Die Unfassbaren – Now You See Me
- 2013: Jesse Luken (als Eddie Stanky) in 42 – Die wahre Geschichte einer Sportlegende
- 2014: Franz Drameh (als Ford) in Edge of Tomorrow
- 2014: Nachrichtensprecher in Planet der Affen: Revolution
- 2015: Ben Platt (als Daniel) in Ricki – Wie Familie so ist (Ricki and the Flash)
- 2016: Hussein Mokadem (als Mokhtar) in Liebe Halal
- 2017: Dave Franco (als Jack Wilder) in Die Unfassbaren 2
- 2018: Johnny Griffin (als Levi) in Another Kind of Wedding
- 2018: Gareth Davies (als Bannerman) in Peter Hase
- 2018: Mark O’Brien (als Cyrus Frear) in Anon
- 2018: Billy Howle (als Konstantin) in The Seagull – Eine unerhörte Liebe
- 2019: Akira Ishida (als 'Shuusei Kagari') in Psycho-Pass: Sinners of the System - Case 2: First Guardian
- 2020: Tristan Harris (als Tristan Harris) in Das Dilemma mit den sozialen Medien
- 2021: Ryan Higa (als Ryan) in Abenteuer 'Ohana
- 2022: Horacio García Rojas (als Antonio) in Book of Love
- 2023: Yoshitaka Yamaya (als Marx Francois) in Black Clover: Sword of the Wizard King
- 2024: Damien Diaz (als Neffe Sam Enriquez) in Beverly Hills Cop: Axel F

Serien
- 2009–2014: Josh Sussman (als Jacob Ben Israel) in Glee
- 2010: Rami Malek (als Marcos Al-Zacar) in 24
- 2012: Cody Christian (als Flint Forster) in Supah Ninjas
- 2012: Daniel Sharman (als Isaac Lahey) in Teen Wolf
- 2013: Stark Sands (als Kenny McLaren) in NYC 22
- 2013: Akira Ishida (als Shuusei Kagari) in Psycho-Pass
- 2014: Simone Lijoi (Luca) in Violetta
- 2014: Matt Lucas (als Derrick) in Super Fun Night
- 2014: Dan Schneider (als Tandy) in Sam & Cat
- 2014: Yūki Kaji (als Issei Hyoudou) in High School D×D
- 2015: Michael Roark (als Jordan) in Grey’s Anatomy
- 2015: Camryn Manheim (als Sam Barton) in Extant
- 2015: Edward Hogg (als Segundus) in Jonathan Strange & Mr Norrell
- 2015: Randy Wayne (als Justin Miller) in The Lying Game
- 2015: Mark O’Brien (als Tom) in Halt and Catch Fire
- 2015, 2018: Doron Bell (als Freddie Flink) in Ninjago
- 2016: Brando Eaton (als Adam) in Awkward – Mein sogenanntes Leben
- 2016: Steve Talley (als Darren) in Fuller House
- 2017: Akira Ishida (als Shūsei Kagari) in Psycho-Pass
- 2017: Sean Keenan (als Charlie Thompson) in Glitch
- 2017: Steven Silver (als Marcus Cole) in Tote Mädchen lügen nicht
- 2018: Salvatore Esposito (als Gennaro Savastano) in Gomorrha
- 2019: als Louis in Beastars
- 2020: Chang-hwan Kim (als Jang Ju-seong) in Sweet Home
- 2021: Kenjirou Tsuda (als 'Gawman Nobil') in Mobile Suit Gundam Hathaway
- 2022: Martin Bats Bradford (als Billy Freres) in Die letzten Tage des Ptolemy Grey
- 2023: Jayce Barreiro (als Mr. Graziano) in School Spirits
- 2024: Tae‑il Gu (als Jo Deok‑gyu) in The Trauma Code: Heroes on Call

Hörspiele
- 2013: als Edwin in Sherlock Holmes – Die neuen Fälle (Folge 9: Holmes unter Verdacht)
- 2016: als Adam in Die drei ??? Kids (Folge 52: Mächtige Magier)
- 2021: zu hören in der Hörspielserie Kira Kolumna

Videospiele
- 2008: als Zak McKracken in Zak McKracken – Between Time and Space
- 2010: als Ned Nickerson in Nancy Drew
- 2011: als Shale in Dragon Age
- 2017: Need for Speed Payback
- 2017: FIFA 18

## Sonstiges
- Autor, Regisseur und Produzent bei den Hörspielproduktionen Liebe im ersten Semester (60-teilige Hörspielnovela, 2006) und Minas Abenteuer – Teil 1: Der Baum der Wunder (Kinder-Musicalhörspielreihe, 2013).
- Synchronregisseur u. a. für Smiley (TV series), Macgruber, American Auto, Tote Mädchen lügen nicht, Stargirl, Young Royals, Der Ball der 41, The Last Shift, Der ägyptische Spion, der Israel rettete, Carmen Sandiego, Chesapeake Shores, Glitch, Grand Army, Das Haus der 101 Dalmatiner, Mein bester Freund Marlon, Skins - Hautnah.
- Sprecher in Werbespots.
- Herausgeber diverser Apps u. a. Besser Sprechen u. Minas Abenteuer.